# حوزه کنگره
حوزه کنگره (انگلیسی: Congressional district)، که در کشورهای دیگر به عنوان حوزه‌های انتخاباتی نیز شناخته می‌شوند، بخش‌هایی از یک منطقه اداری وسیع‌تر هستند که جمعیت یک ناحیه را در بدنهٔ کنگره بزرگ‌تر نشان می‌دهند. کشورهای دارای حوزه کنگره شامل ایالات متحده آمریکا، فیلیپین، و ژاپن هستند.